# Club Deportivo Defensor La Bocana
Maillots
Dernière mise à jour : 7 mai 2023.
Le Club Deportivo Defensor La Bocana est un club péruvien de football basé dans la ville de Sechura, dans la région de Piura, au nord du Pérou.

## Histoire
Fondé le 29 juin 1987, le club atteint les demi-finales de la Copa Perú (D3) en 2014 (éliminé par le Sport Loreto) puis remporte la compétition en 2015, en battant l'Academia Cantolao en finale en deux manches (2-0, 2-3). 
Fort de cette victoire, le Defensor La Bocana accède en 1re division en 2016. Il dispute sa première rencontre en D1 face au Juan Aurich de Chiclayo le 6 février 2016 (défaite 1-2). Relégué en 2e division dès la fin de la saison, sa présence en D2 est également de courte durée puisque le club se voit retirer 14 points en raison de dettes ce qui précipite sa relégation en Copa Perú en 2018. 
En 2022, il retrouve le dernier carré de la Copa Perú en terminant à la 3e place.

## Résultats sportifs

### Palmarès
| Compétitions nationales               | Compétitions régionales                                               |
| - Copa Perú (1) : - Vainqueur : 2015. | - Ligue de la région de Piura (3) : - Vainqueur : 2013, 2014 et 2015. |

### Bilan et records
- Saisons au sein du championnat du Pérou : 1 (2016).
- Saisons au sein du championnat du Pérou D2 : 1 (2017).
- Plus large victoire obtenue en compétition officielle : 
  - Defensor La Bocana 13:2 Estrella Roja (Copa Perú 2015)[7].

## Joueurs et personnalités

### Entraîneurs
- Javier Atoche (2013-2014)
- Mario Flores (2014)
- Javier Atoche (2015-2016)
- Edson Ojeda (2016)
- Miguel Miranda (2016)
- Miguel Ángel Zahzú (2016)
- Mario Flores (2017)
- Javier Atoche (2019)
- Fidel Suárez (2022)
- Walter Rojas (2022)
- Alex Bartolo (2022-)